# Strawberry Girls
Strawberry Girls（ストロベリーガールズ）
1. 2011年に結成されたカリフォルニア州サリナス出身のアメリカンロックバンド en:Strawberry Girls
2. 日本の女性アイドルグループ。本項にて。

Strawberry Girls（ストロベリーガールズ：略称 ストガ）は、日本の女性アイドルグループである。
所属事務所はBIG ISLAND RECORDS。2021年に結成された。
2024年10月1日『3rd Anniversary Live』をもって活動終了(解散)

## 概略
Strawberry Girls（ストロベリーガールズ：略称 ストガ）は振付師・ちゃんたいがプロデューサーを務めるグループで、「アイドル界No.1ダンスパフォーマンスグループ」をコンセプトに掲げている。メンバーは山田寿々、高梨由衣、葵なつは、音羽ゆめ、月野愛実、キコキャンディ、篠宮咲綾、里仲凌空の8名。デビューライブは2021年10月2日に東京・TSUTAYA O-Crestにて開催された。

六本木BIGHOUSEを主な拠点としてライブ活動を行なっていた。ストガのファンをファーム（農場）とファミリー（家族）を合わせた造語からストふぁむと呼ぶ。妹グループにBlueberry Girlsが活動中。
※解散後は山田寿々、高梨由衣、月野愛実、里仲凌空、篠宮咲綾５人は事務所残留。
葵なつは、キコキャンディ、音羽ゆめ３人は事務所退所。

## メンバー
| 名前           | 読み            | ニックネーム                       | 誕生日   | 身長    | 血液型 | 担当カラー     | キャッチフレーズ                          | 得意ジャンル | 経歴等 |
| -------------- | --------------- | ---------------------------------- | -------- | ------- | ------ | -------------- | ----------------------------------------- | ------------ | --- |
| 山田寿々       | やまだ すず     | すず                               | 12月11日 | 156cm   | A型    | 赤色           | 1番可愛いのは～？？ すず～！！！          | Girls HIPHOP | ・圧倒的センター 元NMB48 5期生 実姉は山田菜々 実兄は中山優馬 大阪出身 |
| 高梨由衣       | たかなし ゆい   | たかにゃし、にゃしちゃん           | 09月26日 | 147cm   | O型    | 黄色           | たかにゃし～ にゃんにゃん！               | テーマパーク | ・バーチャルにゃんにゃん モデル経験をしたことがある。新体操を9年間習っていたことがあり、本人曰く柔軟に自信がある。他のアイドルグループの振り付けをいくつか担当している。 煽り担当 |
| 葵なつは       | あおい なつは   | なぴたん                           | 04月23日 | 163cm   | O型    | 白色           | 君との～！！！ なつは終わらない           | Girls        | ・ミニスカートお姉さん 加入前は「あっとほぉーむカフェ 本店6階」にメイドとして勤務 MC担当 解散後は事務所退所＆芸能界引退を表明。                                                   |
| 音羽ゆめ       | おとは ゆめ     | ゆめち                             | 06月26日 | 150cm   | O型    | 緑色           | 今日も笑顔ぽかぽか～ ゆめぴりか～         | Jazz         | ・モチモチマスコット 歯科衛生士の資格を持っている。（実務経験はなし） 2013年のミュージカル「アニー」にタップキッズとして出演歴がある。 メガネっ子、エンジェルボイス               |
| 月野愛実       | つきの あみ     | あさん、あみちゃん                 | 02月14日 | 160.1cm | B型    | ピンク色       | みんなのハートを ちゅき抜きます♡          | Girls        | ・ストガのお姫様 野球大好き（巨人ファン） マシンガントーク |
| キコキャンディ | きこきゃんでぃ  | キコキャン、きぃちゃん、きこちゃん | 06月03日 | 160.9cm | O型    | ベイビーブルー | あなたにときめき届けたい きらきら～きゅん | バレエ       | ・ときめきデザイナー ハンドボール経験者だった。(学生時代) 改名前は水色担当「渚沙きこ（なぎさきこ）」 タピオカハーフツイン                                                         |
| 篠宮咲綾       | しのみや さあや | さあや、さあたん、しのみー         | 08月28日 | 153cm   | A型    | 紫色           | ストガのダンス番長は～？ さあや～！       | Waack        | ・ダンス番長 原宿表参道ビジョン「Right-on」 CMモデルオーディション審査員賞受賞 おっとり低音ボイス 解散後はBlueberry Girlsとして活動継続。                                         |
| 里仲凌空       | さとなかりく    | りく                               | 4月28日  | 162ｃｍ | A型    | 青色           |                                           | JazzFunk     | ・末っ子ダンサー 2024年3月14日から加入 陽キャ |

## 年譜

### 2021年
- 10/02：Strawberry Girls「debut live」～SHIBUYA TSUTAYA O-Crest～ 開催
- 10/09：初の定期公演『いちごのひみつきち vol.1』 開催
- 10/18：初のストガ主催2マンLIVE『Strawberry Party』 開催
- 12/12：ストガ初の生誕祭『山田寿々生誕祭 〜ハタチ、オトナになりました。〜』&『山田寿々生誕祭 〜後夜祭〜』 開催
- 12/28：1st stage『手を繋いで』東京公演初日

### 2022年
- 01/01：楽曲サブスク初解禁（Strawberry Girls・無敵ドリーマー・希望の道しるべ・リーガルガール・Maiden's Eden）
- 01/09： 名古屋初遠征
- 01/21： 大阪初遠征・大阪ワンマンライブ初公演
- 01/30：『新衣装 写真展』を開催
- 02/12：『月野愛実 生誕祭 ～I'M YOUR PRINCESS!～』開催
- 02/13： 1st stage『手を繋いで』大阪公演初日
- 03/04： 山田寿々YouTube『まいど！山田寿々やで！』開設
- 03/22： オンラインライブ初開催
- 04/02：『DEBUT HALF YEAR MEMORIAL LIVE』（デビュー半年記念ライブ）&デビュー半年記念イベントを開催
- 05/06：『Road to ONEMAN』第1章『Road to DIVE』～SHIBUYA DIVE～ 開催
- 05/08：『葵なつは生誕祭』開催
- 05/22：1st stage『手を繋いで』公演 大阪千秋楽
- 05/28：「@JAM 2022 Day1～ROAD TO @JAM EXPO 2022  LIVE FINAL」 Zepp DiverCity TOKYOにおいて総合3位という成績を収め、デビュー7ヶ月目で「@JAM EXPO 2022」（8月26、27、28日）～横浜アリーナ～　出演決定
- 05/29：1st stage『手を繋いで』公演 東京大千秋楽
- 06/04：『渚沙きこ生誕祭』開催
- 06/11：2nd stage『Bloom』公演 大阪初日
- 06/12：ひらかたIDOLパーク 出演（初野外ライブ）
- 06/27：2nd stage『Bloom』公演 東京初日
- 07/01：『音羽ゆめ生誕祭』開催
- 07/16：『Strawberry Girls 夏祭り』開催
- 08/21：『篠宮咲綾生誕祭』開催
- 08/27：『Road to ONEMAN』第2章『Road to OSAKA』～ESAKA MUSE～開催
- 08/28：「@JAM EXPO 2022」（ピーチステージ）～横浜アリーナ～ 初出演
- 09/18：「MARQUEE祭mini Vol.123」初出演
- 09/24：『高梨由衣生誕祭』開催
- 10/02：『1st Anniversary Live! 〜Tea Party〜』赤羽ReNY alpha（デビュー1周年ライブ）開催
- 10/31：平日夜のゴールデンタイムを盛り上げるワロップ放送局の大型番組「SHAKE UP WALLOP」初出演（葵なつは・山田寿々）
- 11/23：『生誕衣装公演』～六本木BIGHOUSE～　開催
- 12/05：ワロップ放送局の大型番組「SHAKE UP WALLOP」に12月から月曜日レギュラー出演
- 12/11『山田寿々 生誕祭』～GRIT at shibuya～ 開催

※『Strawberry Girls 2周年ライブ』開催は2023年10月4日 に【Zepp DiverCity TOKYO】で行われることを正式に発表。
- 12/24：コラボカフェ 初開催

### 2023年
- 01/08：2nd stage『Bloom』公演 千秋楽
- 02/11：『月野愛実 生誕祭 あみさんのこと好きになっちゃいな♡』　～Spotify O-Crest～　開催
- 03/10：『IDOL FILE Vol.29 Morning Routine』（葵なつは）掲載及び発売
- 03/11：1stワンマンツアー『さがしもの』初日 大阪公演
- 04/02：1stワンマンツアー『さがしもの』名古屋公演（デビュー1年半記念日）
- 04/15：1stワンマンツアー『さがしもの』仙台公演（仙台初遠征）
- 04/23：『葵なつは 生誕祭 明日は僕と君と二人で』　～Spotify O-Crest～　開催
- 05/06：大阪コミコン・アイドル・フェス 出演（大規模フェス初出演）
- 05/16：MARQUEE Fes. day1 ～Spotify O-EAST～ 出演
- 05/18：Strawberry Girls 1stワンマンツアー『さがしもの』東京公演(ツアーファイナル) 開催
- 05/22：「SHAKE UP WALLOP」ストガＳＰ回 (ストガ全員) 出演
- 06/03：『渚沙きこ 生誕祭 Birthday Festival』　～Spotify O-Crest～　開催
- 06/22：公式X（旧Twitter）にてプロデューサーちゃんたいからメンバーに『TOKYO IDOL FESTIVAL 2023』(8月4、5、6日) ～お台場・青海～ に出演決定したことを正式に発表された。(デビュー1年8ヶ月目）
- 07/01：『音羽ゆめ 生誕祭』　～Spotify O-Crest～　開催
- 07/02：「超NATSUZOME2023」 ～海浜幕張公演Gブロック～　初出演
- 08/06：『TOKYO IDOL FESTIVAL 2023 supported by にしたんクリニック』（FESTIVAL STAGE）～お台場・青海～ 初出演（初野外フェス）
- 08/12：「ONE MAN LIVE!」&「手を繋いで・Bloom　リバイバル公演」～Banana Hall～ 開催
- 08/19～20：かがやきフェス2023 初出演（金沢初遠征）
- 08/26：「@JAM EXPO 2023」（ピーチステージ＆パイナップルステージ）～横浜アリーナ～ 出演（2年連続２回目）
- 08/27：『篠宮咲綾 生誕祭』　～Spotify O-Crest～　開催
- 09/30：『高梨由衣 生誕祭　ｰたかにゃしにゃんにゃんｰ』　～Spotify O-Crest～　開催
- 10/04：『Strawberry Girls 2nd Anniversary Live』～Zepp DiverCity TOKYO～（デビュー2周年ライブ）開催
- 11/14：『Strawberry Party ～Special～』（生誕衣装着用）～Veats SHIBUYA～　開催

※この日は現体制終了ライブと新体制お披露目ライブの日にち及び2ndツアーの詳細とタイトルが先行発表された。（公式Xも公開）
- 12/02：『TODOROCK!! IDOL FESTIVAL』～とどろきアリーナ～ 出演
- 12/14：『山田寿々 生誕祭　♡22歳もいちばん可愛いのはすずちゃん♡』～渋谷WOMB LIVE～　開催
- 12/19：ストガの妹グループ“Blueberry Girls”（略称：ブルガ）が「MuseMusic」～Veats SHIBUYA～でプレデビュー。メンバーは月野愛実（ストガ兼任）、篠宮咲綾（ストガ兼任）、野瀬はる、橘なごみ、古賀さくら、涼川紗菜、姫宮未麗(後に脱退)の７人。

### 2024年
- 1/1：『NEW YEAR LIVE!!』 ～六本木BIGHOUSE～　開催
- 1/6：『NEW YEAR IDOL FESTA 2024！DAY1』 ～上野恩賜公園野外ステージ～　出演（野外フェス）
- 1/6：『IDOL☆STAR -LIGHT-vol.3』 ～SHIBUYA PLEASURE PLEASURE～　出演
- 1/15：『大阪単独ライブ』 ～心斎橋SOMA～  開催
- 1/24：『スペシャルライブ』～六本木BIGHOUSE～　開催(この日限り)
- 2/14：公式X（旧Twitter）にて3/14より加入するメンバー、青色担当の里仲 凌空 （さとなか りく）が正式に発表された[2]。また合わせて水色担当の渚沙きこがベイビーブルー担当「キコキャンディ」として改名した。
- 2/17：『月野愛実 生誕祭　〜ぴょんぴょーんさい♡〜』～渋谷Spotify O-Crest～　開催
- 2/25：『手を繋いで・Bloom』リバイバル公演　～渋谷Spotify O-Crest～　開催
- 2/29：『大阪単独ライブ』(現体制大阪ラスト)  ～心斎橋SOMA～  開催
- 3/7：『現体制ラストライブ』 ～赤羽ReNY alpha～  開催

※7人体制による活動を終了。【ストガ第一章終幕】
- 3/14：『Strawberry Girls 新体制お披露目ライブ』 ～duo MUSIC EXCHANGE～  開催 (主催対バン)

※里仲 凌空 （さとなか りく）が加入し、8人体制による新生ストガ始動。【ストガ第二章開幕】
- 3/22：『Strawberry Girls 2nd Tour』「夏めく頃に」～BANANA HALL～ 開催(主催対バン)

※新体制後初東名阪ツアー＆大阪遠征
- 3/23：『StrawberryGirls & BlueBerry Girls 2マン LIVE!!!』 ～心斎橋SOMA～　開催
- 3/30：『NATSUZOME 2024』～稲毛海浜公園野外音楽堂～ (野外ライブ)
- 3/31：『Maipenrai Idol FesVol.16 【Night】』Supported by カラオケまねきねこ　～赤羽ReNY alpha～
- 4/4：『Strawberry Girls 2nd Tour』「夏めく頃に」～NAGOYA ReNY limited～ 開催
- 5/20：『Strawberry Girls 2nd Tour』「夏めく頃に」～恵比寿 The Garden Hall～ ツアーファイナル開催

※3rd Anniversary Live開催決定（10月1日@Zepp Shinjuku）、山田寿々生誕祭兼プロデュース公演決定（12月17日@Zepp Namba）
※1st mini album CDリリース（8月13日）、リリースイベント開催決定を発表
- 6/2：KDDI × ルーラコイン presents『DIG@IBARAKI』～アクアワールド茨城県大洗水族館l～(初の茨城遠征、６人での対バン)
- 6/11：Strawberry Girls 1st album「SHOWCASE」リリースイベント初日　～池袋サンシャイン噴水広場～
- 7/7：「超NATSUZOME2024」～幕張海浜公園Gブロック特設会場～【SOMARIステージ＆ZOMEステージ】(初２ステージ)
- 7/25：公式X（旧Twitter）にて3rd Anniversary Liveをもって解散することが発表された。

※解散に伴い、山田寿々生誕祭兼プロデュース公演（12月17日@Zepp Namba）は中止になった。
- 8/17：公式X（旧Twitter）にて今後のメンバーの進路が発表された。事務所に残留（山田、高梨、月野、里仲）、事務所を退所（葵、音羽、キコキャンディ）、解散後BlueBerry Girlsの活動に専念（篠宮）。
- 9/16：「@JAM EXPO 2024」（パイナップルステージ＆オレンジステージ）～横浜アリーナ～ 出演（3年連続3回目）
- 10/1：『Strawberry Girls 3rd Anniversary Live』～Zepp Shinjuku～（デビュー3周年ライブ）開催

※同ライブをもってStrawberry Girlsは解散。3年間の歴史に幕を閉じた。

## ライブ

### ツアー
| 2023年(3公演) | 2023年(3公演)                    | 2023年(3公演)              | 2023年(3公演) | 2023年(3公演) |
| 開催日        | タイトル                         | 場所                       | 備考          |               |
| ------------- | -------------------------------- | -------------------------- | ------------- | ------------- |
| 3月11日       | 1stワンマンツアー 「さがしもの」 | OSAKA MUSE（大阪）         |               |               |
| 4月2日        | 1stワンマンツアー 「さがしもの」 | SOUND SPACE DIVA（名古屋） |               |               |
| 4月15日       | 1stワンマンツアー 「さがしもの」 | MACANA（仙台）             |               |               |
| 5月18日       | 1stワンマンツアー 「さがしもの」 | duo MUSIC EXCHANGE（東京） |               |               |

| 2024年(3公演) | 2024年(3公演)             | 2024年(3公演)                  | 2024年(3公演) | 2024年(3公演) |
| 開催日        | タイトル                  | 場所                           | 備考 |               |
| ------------- | ------------------------- | ------------------------------ | --- | ------------- |
| 3月22日       | 2nd ツアー 「夏めく頃に」 | BANANA HALL（大阪）            | |               |
| 4月4日        | 2nd ツアー 「夏めく頃に」 | NAGOYA ReNY limited（名古屋）  | |               |
| 5月20日       | 2nd ツアー 「夏めく頃に」 | 恵比寿 The Garden Hall（東京） | ・3rd Anniversary Live開催決定（10月1日@Zepp Shinjuku） ・山田寿々生誕祭兼プロデュース公演決定（12月17日@Zepp Namba） ※約2か月後、解散発表に伴い、生誕退及びプロデュース公演は中止。 ・1st mini album CDリリース（8月13日）＆リリースイベント開催決定を発表 |               |

### 生誕祭
| 2021年(1公演) | 2021年(1公演)                                                                       | 2021年(1公演)               | 2021年(1公演) | 2021年(1公演) |
| 開催日        | タイトル                                                                            | 場所                        | 備考          |               |
| ------------- | ----------------------------------------------------------------------------------- | --------------------------- | ------------- | ------------- |
| 12月12日      | 「山田寿々生誕祭 〜ハタチ、オトナになりました。〜」&「山田寿々生誕祭 〜後夜祭〜』」 | 六本木BIGHOUSE(東京:六本木) |               |               |

| 2022年(2公演) | 2022年(2公演)                              | 2022年(2公演)               | 2022年(2公演)                  | 2022年(2公演) |
| 開催日        | タイトル                                   | 場所                        | 備考                           |               |
| ------------- | ------------------------------------------ | --------------------------- | ------------------------------ | ------------- |
| 2月12日       | 「月野愛実 生誕祭 ～I'M YOUR PRINCESS!～」 | 六本木BIGHOUSE(東京:六本木) |                                |               |
| 5月8日        | 「葵なつは生誕祭」                         | 六本木BIGHOUSE(東京:六本木) | 開催延期となった生誕祭と特典会 |               |
| 6月4日        | 「渚沙きこ生誕祭」                         | 六本木BIGHOUSE(東京:六本木) |                                |               |

## 楽曲

### ＜未音源化曲（2024/8/12現在）＞
- Maiden's Eden(Upgrade ver.)
- I'mpossibility(Upgrade ver.)
- Maiden's Eden(Upgrade Level.Ⅱ)
- ルミナスファインダー（全員ver.）
- あしたはデート（全員ver.）

## テレビ

### ゲスト出演
2023年
- 3/4 ：トレンド☆サプリ（札幌テレビ放送）- 山田寿々が出演

2024年
- 3/21：バラエティー情報番組「ノンストップ」(関東ローカル)で山田寿々が兄の中山優馬、姉の山田菜々とともにインタビュー出演
- 8/15：「13分のステージ」（TVKテレビ）に出演
- 8/23：「バズリズム02」（日本テレビ）に出演

## ラジオ
2023年
- TALKIN' IDOL RADIO 2023　（8月4日～8月6日）-月野愛実がパーソナリティーとして出演
- 下北FM 「ドルビュー presented アイドルメディアMAITSU」（2023年11月30日）-Strawberry Girlsプロデューサー ちゃんたい・月野愛実が出演

2024年
- FM FUJI「東京かわいいステーション」（8月11日・18日）-高梨由衣と里仲凌空が出演
- Inter FM897「rock field897」（8月12日）-葵なつは、月野愛実、キコキャンディ、音羽ゆめが出演

## モデル＆イベント&CM
2023年
- 8/6：「TOKYO GRAVURE IDOL FESTIVAL 2023」（GREETING AREA)で、葵なつはがソロ初出演

2024年
- 1/15～21： 渋谷駅(田園都市線 改札口)にて｢Mistletoe｣の広告に篠宮咲綾が掲載
- アパレルブランド「Mistletoe」のPRモデルとして、篠宮咲綾が通販サイトに掲載
- 2/11,12：『大阪オートメッセ2024』CQとして山田寿々がソロ出演(2024年度岡山国際サーキットPR)
- 3/20： KANSAI COLLECTION 2024 SPRING&SUMMER（京セラドーム大阪）に、山田寿々が兄の中山優馬、姉の山田菜々とともにサプライズ出演し初共演を果たした。[6]
- 3/28：明治エッセルスーパーカップ（抹茶）のWEB CMに高梨由衣とBlueBerry Girlsの橘なごみがガチャピンと共演[7]。
- 4/13,14：2024 AUTOBACS SUPER GT Rd.1 「OKAYAMA GT300km RACE」に山田寿々がCQとして登場[8]

## 書籍
2022年
- 11/22：『MARQUEE Vol.148』掲載及び発売

2023年
- 07/07：全国アイドル専門誌『アイドル専門誌 楽遊IDOL PASS vol.21』【葵なつは】掲載及び発売
- 10/02：『Top Yell NEO 2023 AUTUMN』掲載及び発売
- 10/27：『IDOL FILE Vol.31 French Girly』【山田寿々】掲載及び発売

2024年
- 2/14：『ENTAMEスムージー グループアイドルビジュアル名鑑2024』掲載及び発売
- 9/20：『IDOL FILE Vol.33』【高梨由衣】掲載及び発売

## その他活動
2024年
- 5/18：デザインフェスタ Vol.59にキコキャンディが出展（MS.KIKO）
- 7/6：同日プレデビューしたアイドルグループ「青春リグレット」の楽曲「リグレット」の振り付けを高梨由衣が担当。
- 7/20：アイドルグループ「あの歌のせい」の楽曲「ヘリアンサス」の振り付けを高梨由衣が担当。
- 8/30：アイドルグループ「aimee complex」の楽曲「omoiai」の振り付けを高梨由衣が担当。